# Felix och Adauctus
Felix och Adauctus, döda cirka 303, var två kristna martyrer som halshöggs under kejsar Diocletianus förföljelse. De vördas som helgon inom Romersk-katolska kyrkan; deras minnesdag firas den 30 augusti.
Prästen Felix fördes ut på vägen till Ostia för att dödas, då han hade vägrat att offra till de hedniska romerska gudarna. En åskådare, som senare kom att kallas Adauctus, bekände sig till kristendomen. Tillsammans led de martyrdöden genom halshuggning.